# Revistas em quadrinhos do Universo Cinematográfico Marvel
As revistas em quadrinhos (banda desenhada em Portugal) tie-ins do Universo Cinematográfico Marvel (no original em inglês, Marvel Cinematic Universe (MCU)) são séries limitadas ou one-shots publicadas pela editora americana Marvel Comics que se encaixam nos filmes e séries de televisão do UCM. As revistas são escritas e ilustradas por uma variedade de indivíduos e cada uma é composta de 1 a 4 edições. Elas se destinam a contar histórias adicionais sobre personagens existentes, ou a estabelecer conexões entre projetos do UCM, sem necessariamente expandir o universo ou introduzir novos conceitos ou personagens
As primeiras revistas tie-ins do UCM a serem publicadas foram Iron Man: Fast Friends, The Incredible Hulk: The Fury Files e Nick Fury: Spies Like Us, todos em 2008. Elas foram seguidos por uma adaptação de Homem de Ferro em 2010, juntamente com Iron Man 2: Fist of Iron (2010), Iron Man 2: Public Identity (2010), Iron Man 2: Agents of S.H.I.E.L.D. (2010), Captain America: First Vengeance (2011), Captain America & Thor: Avengers (2011), The Avengers Prelude: Fury's Big Week (2012), The Avengers Initiative (2012), The Avengers Prelude: Black Widow Strikes (2012) e uma adaptação de Homem de Ferro 2 (2012).
A Marvel mudou sua abordagem aos materiais tie-ins dos filmes em 2012, dividindo retroativamente as histórias entre aquelas que existem dentro da continuidade do UCM e aquelas que são meramente inspiradas pelos filmes e séries de televisão. Desde então, Iron Man 3 Prelude (2013), Thor: The Dark World Prelude (2013), Captain America: The Winter Soldier Infinite Comic (2014), Guardians of the Galaxy Infinite Comic (2014), Guardians of the Galaxy Prelude (2014), Avengers: Age of Ultron Prelude – This Scepter'd Isle (2015), Ant-Man Prelude (2015), Ant-Man – Scott Lang: Small Time (2015), Captain America: Civil War Prelude Infinite Comic (2016), Doctor Strange Prelude (2016) e Doctor Strange Prelude Infinite Comic (2016) foram lançados na categoria anterior, juntamente com adaptações dos filmes Thor (2013), Capitão América: O Primeiro Vingador (2013), Os Vingadores (2014–15), Homem de Ferro 3 e Captain America: The Winter Soldier (2015-16), Guardiões da Galáxia (2017) e Capitão América: Guerra Civil (2017).
Thor: Ragnarok Prelude, uma adaptação de O Incrível Hulk e Thor: The Dark World, foi lançada em 2017, com Black Panther Prelude e Avengers: Infinity War Prelude chegando em 2018.

## Desenvolvimento

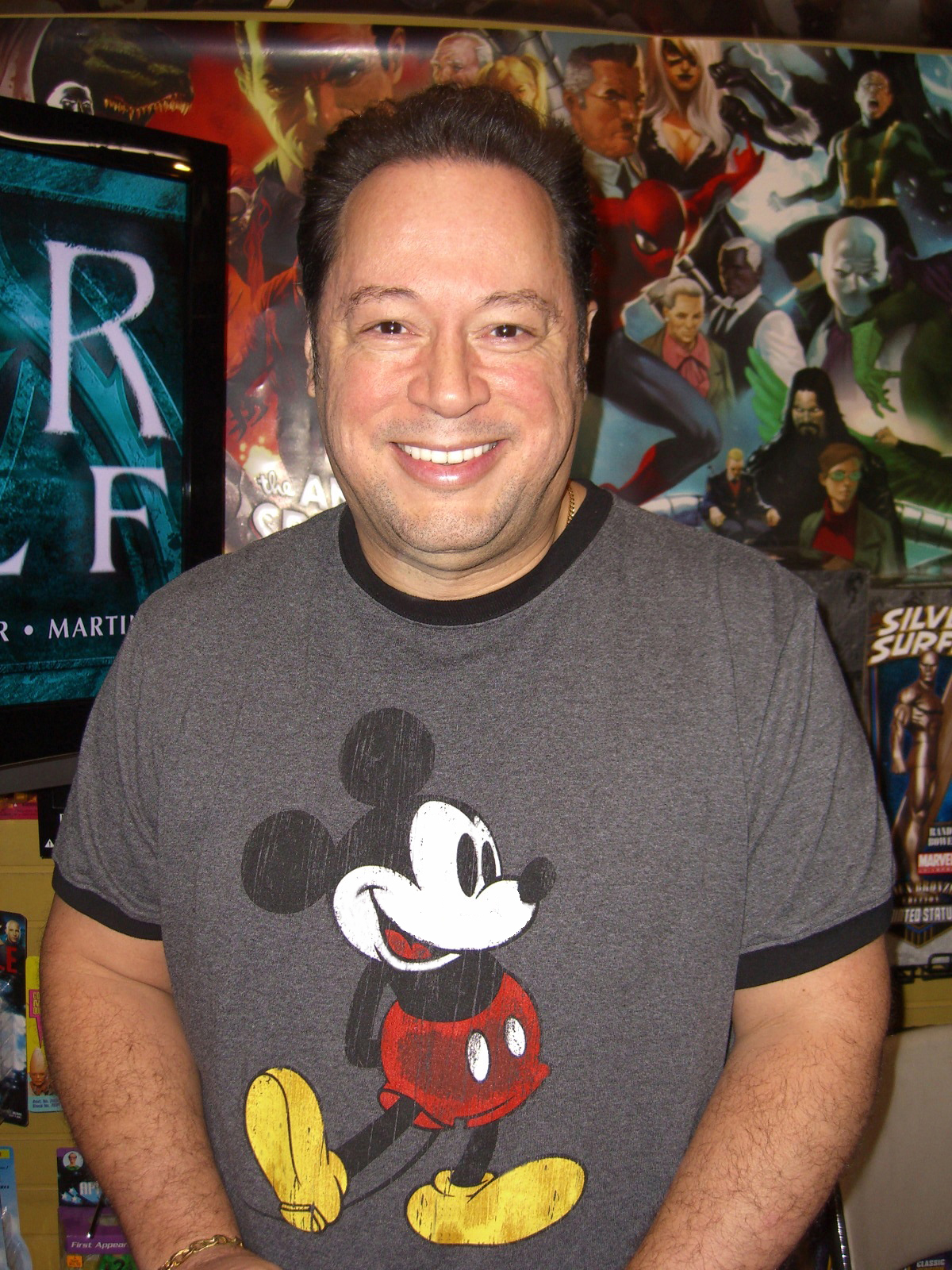
Joe Quesada, o editor-chefe da Marvel Comics, em foto de 2010.

Em 2008, a Marvel lançou Iron Man: Fast Friends, uma prequel em quadrinhos para Homem de Ferro, para o qual o escritor Paul Tobin recebeu um amplo esboço e algum "cenário temporário" para permitir que a revista se encaixasse no filme. Mais tarde naquele ano, The Incredible Hulk: Fury Files, que serve como uma prequel de O Incrível Hulk, foi lançada, detalhando um encontro entre Hulk e Nick Fury, personagens que ainda não tinham sido vistos juntos no UCM. O escritor Frank Tieri observou que as revistas em quadrinhos tie-in "proporcionam à Marvel a oportunidade de fazer muitas coisas diferentes" que outras mídias não fazem, incluindo a exploração de gêneros não super-heróis e a reintrodução de personagens mais antigos.
O editor-chefe da Marvel Comics, Joe Quesada, descreveu seu plano para as revistas em quadrinhos do UCM em novembro de 2010:
As [revistas em quadrinhos] do UCM serão histórias definidas dentro da continuidade dos filmes. Não são necessariamente adaptações diretas dos filmes, mas talvez algo que aconteceu fora da tela e foi mencionado no filme... [chefe da Marvel Studios] Kevin Feige está envolvido com elas e, em alguns casos, talvez os roteiristas dos filmes estejam envolvidos [também].
Alejandro Arbona, o editor da Marvel encarregado de supervisionar os quadrinhos tie-in de 2010, Iron Man 2: Public Identity e Iron Man 2: Agents of S.H.I.E.L.D., explicou que Marvel "quer mostrar aos leitores mais desse mundo, esse tecido conectivo entre todos os filmes, e um pouco mais de como os personagens interagem", então o lado editorial trabalhou com Brad Winderbaum, Jeremy Latcham e Will Corona Pilgrim na Marvel Studios para decidir quais conceitos devem ser transferidos do Universo Marvel Comics para o Universo Cinematográfico Marvel, o que mostrar nos quadrinhos tie-in e o que deixar para os filmes e como "tornar essas histórias tão fortes quanto possível" da experiência que fazem os filmes.
Para Os Vingadores em 2012, o vice-presidente sênior de vendas da Marvel, David Gabriel, descreveu uma abordagem "mais focada" para os tie-ins do que anteriormente, com a intenção de alcançar os fãs de "todos os setores". Isso foi ecoado por Rich Thomas, diretor editorial global da Disney Publishing, que queria que Vingadores fosse "tudo para todas as pessoas. Assim como o filme, do leitor mais jovem... para os entusiastas de Marvel". Desde então, muitos dos tie-ins tiveram o selo vermelho "Vingadores" na capa. Pilgrim, o diretor criativo de pesquisa e desenvolvimento da Marvel Studios, confirmou que a Public Identity, Agents of S.H.I.E.L.D. e First Vengeance, lançadas anteriormente, eram todas histórias oficiais do UCM, com os outras revistas tie-ins lançadas anteriormente, consideradas como sendo apenas inspiradas no UCM.

Quando começamos a lançar a Marvel Studios e decidimos que esses filmes estavam interligados...nós queríamos ter certeza de que fazia sentido como uma peça inteira e coesa, [o que] realmente nos libertou para começar a perguntar quais outras histórias gostaríamos de contar.......tudo o que realmente amamos, mas não tem necessariamente um lugar nos filmes.

O escritor de quadrinhos Fred Van Lente afirmou em 2013 que propôs uma série de quadrinhos regular dentro da UCM para a Marvel, mas eles queriam manter todas as possibilidades abertas para potencial desenvolvimento de filmes e séries televisão. Ele disse que essa também foi a razão pela qual a Marvel não quer que os escritores apresentem novos elementos ao UCM através de quadrinhos tie-ins. Em março de 2014, Pilgrim confirmou que as histórias do UCM do Infinite Comics eram oficialmente canônicas.
Em julho, as revistas em quadrinhos do UCM se expandiram para as séries de televisão com o lançamento de Agents of S.H.I.E.L.D .: The Chase, um quadrinho inspirado pela primeira temporada de Agents of S.H.I.E.L.D. Em novembro, o editor-chefe da Marvel Comics, Axel Alonso, evitou uma pergunta de saber se uma série de quadrinhos em andamento poderia ser definida dentro do UCM, mas observou que a Marvel Comics "trabalharia sempre em quadrinhos estabelecidos no Universo Cinematográfico ... as edições coletadas desses quadrinhos acabam sendo algumas das melhores vendidas do ano".
Em fevereiro de 2015, Pilgrim esclareceu que as revistas cânonicas "são considerados histórias oficiais cânone do UCM", situadas no mesmo universo que os filmes e séries de televisão, enquanto que as outras, tie-ins inspiradas no universo, são "mais sobre ter outra aventura divertida com os Vingadores....onde conseguimos mostrar todos os personagens dos filmes em trajes e em forma de quadrinhos", mas não afetam a continuidade oficial do UCM.

## Títulos situados no Universo Cinematográfico Marvel
| Título                                                  | Ediçõe(s) | Data(s) de publicação   | Data(s) de publicação   | Escritore(s)                                                    | Artista(s)                                       |
| Título                                                  | Ediçõe(s) | Primeira publicação     | Última publicação       | Escritore(s)                                                    | Artista(s)                                       |
| ------------------------------------------------------- | --------- | ----------------------- | ----------------------- | --------------------------------------------------------------- | ------------------------------------------------ |
| Iron Man: I Am Iron Man!                                | 2         | 27 de janeiro de 2010   | 24 de fevereiro de 2010 | Peter David                                                     | Sean Chen                                        |
| Iron Man 2: Public Identity                             | 3         | 28 de abril de 2010     | 12 de maio de 2010      | Joe Casey e Justin Theroux                                      | Barry Kitson                                     |
| Iron Man 2: Agents of S.H.I.E.L.D.                      | 1         | 1 de setembro de 2010   | 1 de setembro de 2010   | Joe Casey                                                       | Tim Green, Felix Ruiz e Matt Camp                |
| Captain America: First Vengeance                        | 4         | 4 de maio de 2011       | 29 de junho de 2011     | Fred Van Lente                                                  | Neil Edwards e Luke Ross                         |
| The Avengers Prelude: Fury's Big Week                   | 4         | 7 de março de 2012      | 18 de abril de 2012     | História de: Chris Yost e Eric Pearson Roteiro de: Eric Pearson | Luke Ross                                        |
| The Avengers: Black Widow Strikes                       | 3         | 2 de maio de 2012       | 6 de junho de 2012      | Fred Van Lente                                                  | Neil Edwards                                     |
| Iron Man 2                                              | 2         | 7 de novembro de 2012   | 5 de dezembro de 2012   | Christos N. Gage                                                | Ramon Rosanas                                    |
| Iron Man 3 Prelude                                      | 2         | 2 de janeiro de 2013    | 6 de fevereiro de 2013  | Christos N. Gage                                                | Steve Kurth                                      |
| Thor                                                    | 2         | 16 de janeiro de 2013   | 20 de fevereiro de 2013 | Christos N. Gage                                                | Lan Medina                                       |
| Thor: The Dark World Prelude                            | 2         | 5 de junho de 2013      | 10 de julho de 2013     | Craig Kyle e Chris Yost                                         | Scot Eaton e Ron Lim                             |
| Captain America: The First Avenger                      | 2         | 6 de novembro de 2013   | 11 de dezembro de 2013  | Peter David                                                     | Wellinton Alves                                  |
| Captain America: The Winter Soldier Infinite Comic      | 1         | 28 de janeiro de 2014   | 28 de janeiro de 2014   | Peter David                                                     | Rock He-Kim                                      |
| Guardians of the Galaxy Infinite Comic – Dangerous Prey | 1         | 1 de abril de 2014      | 1 de abril de 2014      | Dan Abnett e Andy Lanning                                       | Andrea Di Vito                                   |
| Guardians of the Galaxy Prelude                         | 2         | 2 de abril de 2014      | 28 de maio de 2014      | Dan Abnett e Andy Lanning                                       | Wellinton Alves                                  |
| The Avengers                                            | 2         | 24 de dezembro de 2014  | 7 de janeiro de 2015    | Will Corona Pilgrim                                             | Joe Bennett                                      |
| Avengers: Age of Ultron Prelude – This Scepter'd Isle   | 1         | 4 de fevereiro de 2015  | 4 de fevereiro de 2015  | Will Corona Pilgrim                                             | Wellinton Alves                                  |
| Ant-Man Prelude                                         | 2         | 4 de fevereiro de 2015  | 4 de março de 2015      | Will Corona Pilgrim                                             | Miguel Sepulveda                                 |
| Ant-Man – Scott Lang: Small Time                        | 1         | 3 de março de 2015      | 3 de março de 2015      | Will Corona Pilgrim                                             | Wellinton Alves e Daniel Govar                   |
| Jessica Jones                                           | 1         | 7 de outubro de 2015    | 7 de outubro de 2015    | Brian Michael Bendis                                            | Michael Gaydos                                   |
| Captain America: Civil War Prelude                      | 4         | 16 de dezembro de 2015  | 27 de janeiro de 2016   | Will Corona Pilgrim                                             | Szymon Kudranski e Lee Ferguson                  |
| Captain America: Civil War Prelude Infinite Comic       | 1         | 10 de fevereiro de 2016 | 10 de fevereiro de 2016 | Will Corona Pilgrim                                             | Lee Ferguson, Goran Sudžuka e Guillermo Mogorron |
| Doctor Strange Prelude                                  | 2         | 6 de julho de 2016      | 24 de agosto de 2016    | Will Corona Pilgrim                                             | Jorge Fornés                                     |
| Doctor Strange Prelude Infinite Comic – The Zealot      | 1         | 7 de setembro de 2016   | 7 de setembro de 2016   | Will Corona Pilgrim                                             | Jorge Fornés                                     |
| Guardians of the Galaxy Vol. 2 Prelude                  | 2         | 4 de janeiro de 2017    | 1 de fevereiro de 2017  | Will Corona Pilgrim                                             | Christopher Allen                                |
| Spider-Man: Homecoming Prelude                          | 2         | 1 de março de 2017      | 5 de abril de 2017      | Will Corona Pilgrim                                             | Todd Nauck                                       |
| Thor: Ragnarok Prelude                                  | 4         | 5 de julho de 2017      | 16 de agosto de 2017    | Will Corona Pilgrim                                             | J.L. Giles                                       |
| Black Panther Prelude                                   | 2         | 18 de outubro de 2017   | 15 de novembro de 2017  | Will Corona Pilgrim                                             | Annapaola Martello                               |
| Avengers: Infinity War Prelude                          | 2         | 24 de janeiro de 2018   | 28 de fevereiro de 2018 | Will Corona Pilgrim                                             | Tigh Walker e Jorge Fornés                       |
| Ant-Man and the Wasp Prelude                            | 2         | ASA                     | ASA                     | Will Corona Pilgrim                                             | Chris Allen                                      |

### Adaptações
Várias revistas em quadrinhos adaptando a história dos filmes foram lançadas: Iron Man: I Am Iron Man!, uma adaptação de Homem de Ferro; Iron Man 2, uma adaptação do filme de mesmo nome; Thor, uma adaptação do filme mesmo nome; Captain America: The First Avenger, uma adaptação do filme de mesmo nome; The Avengers, uma adaptação do filme de mesmo nome; Captain America: Civil War Prelude, uma adaptação de Homem de Ferro 3 e Captain America: The Winter Soldier; Guardians of the Galaxy Vol. 2 Prelude, uma adaptação de Guardiões da Galáxia, Spider-Man: Homecoming Prelude, uma adaptação de Capitão América: Guerra Civil; e Thor: Ragnarok Prelude, uma adaptação de O Incrível Hulk e Thor: The Dark World.
Em janeiro de 2015, Pilgrim explicou o processo de adaptação de filmes em quadrinhos tie-ins, observando que os roteiros e outros materiais nos bastidores são referenciados além dos próprios filmes. Por isso, as adaptações às vezes têm novas cenas, que a Marvel "sentiu fortemente" de incluir como cânone, mesmo que nunca tenham sido filmadas. Exemplos incluem uma interação entre Jasper Sitwell e Nick Fury em Iron Man: I Am Iron Man!, a sequência "Boys Flight Out" de Iron Man 2, onde Tony Stark convida James Rhodes a usar a armadura Mark II do Homem de Ferro, e uma interação adicional durante Capitão América: Guerra Civil entre Peter Parker e sua Tia May em Spider-Man: Homecoming Prelude.

### Iron Man 2: Public Identity(2010)
Décadas atrás, Howard Stark trabalhou com Anton Vanko para construir o primeiro reator arc, mas quando Howard percebeu os objetivos gananciosos de Vanko, ele o deteve e deportou antes, a pedido de Obadiah Stane, voltando ao negócio de armas que o fazia assim bem sucedido no passado. No presente, o filho de Stark, Tony, usa a tecnologia do reator arc para prover energia a sua armadura de Homem de Ferro, e depois de revelar essa identidade ao mundo, se torna um herói público. O general dos Estados Unidos, Thaddeus Ross, encarrega o rival comercial de Stark, Justin Hammer, de construir um veículo de piloto único para substituir o Homem de Ferro, que tem interferido e causado problemas para os militares. Ao testar o novo veículo, o acidentado piloto aterrissa em território hostil, sob o ataque do exército congolês. Tony salva o aviador, mas, para a loucura de Ross, se recusa a devolver o fogo dos soldados congoleses. Diretor Nick Fury e agente Phil Coulson da S.H.I.E.L.D. depois analisam as ações da Stark.
Public Identity foi escrita por Joe Casey e Justin Theroux, com arte de Barry Kitson, e as três edições foram publicadas em 28 de abril, 5 de maio e 12 de maio de 2010, respectivamente. Theroux, que escreveu o roteiro de Homem de Ferro 2, conseguiu mostrar Casey "um roteiro bem finalizado" antes que os dois começassem a trabalhar na revista. Em maio de 2010, Alejandro Arbona, que supervisionou a criação do quadrinho, explicou que a história dos tie-ins teve que vir "organicamente a partir das coisas que aconteceram em Homem de Ferro—o que aconteceria com um homem que acabou de revelar sua identidade de super-herói ao mundo?—e isso teve que nos mover para o material que sabíamos que seria importante em Homem de Ferro 2". Em setembro de 2010, Casey observou que o roteiro de um quadrinho tie-in do UCM exigia trabalhar dentro dos limites da continuidade dos filmes e do plano da Marvel Studios, além de escrever os personagens como retratados nos filmes (a "versão dos filmes de Stark tem uma atitude específica" que Casey tentou colocar no quadrinho, por exemplo).
A história é situada após Homem de Ferro, mas antes de O Incrível Hulk e Homem de Ferro 2. Arbona disse que "quando Tony Stark falou com o General Ross no final de O Incrível Hulk, você poderia dizer que eles já se conheciam; eles falaram sobre uma história compartilhada que eles tiveram juntos. Bem, em Iron Man 2: Public Identity você vê quando eles se conheceram pela primeira vez e o que essa história compartilhada é." Este quadrinho explica que a inteligência artificial J.A.R.V.I.S. foi criada em memória de Edwin Jarvis, apresentado aqui como o mordomo de Howard Stark. Uma versão mais jovem do personagem aparece em Agent Carter, interpretado por James D'Arcy.

### Iron Man 2: Agents of S.H.I.E.L.D.(2010)
Nick Fury coloca um Agente da S.H.I.E.L.D. a bordo de uma embarcação controlada pelos Dez Anéis no Golfo de Áden em um esforço para obter um relato ao vivo do Homem de Ferro em ação, enquanto Tony Stark está vigiando a S.H.I.E.L.D. ele mesmo. Phil Coulson monitora a primeira operação de campo de um recruta da S.H.I.E.L.D. que é encarregado de derrubar uma célula terrorista dos Dez Anéis em solo americano, o qual Coulson revelou mais tarde que foi uma configuração, um teste da S.H.I.E.L.D. para novos recrutas. Natasha Romanoff se infiltra nas Indústrias Stark sob o pseudônimo de Natalie Rushman, usando suas habilidades de espiã para rapidamente trabalhar seu caminho até a empresa até se encontra pessoalmente com Stark.
Agents of S.H.I.E.L.D. foi escrita por Joe Casey e lançado em 1 de setembro de 2010. Ela consiste em três histórias de oito páginas, cada uma mostrando um personagem diferente: Nick Fury em "Who Made Who", com arte de Tim Green; Phil Coulson em "Just Off the Farm", coma arte de Felix Ruiz; e Natasha Romanoff em "Proximity", com arte de Matt Camp. Casey disse sobre as histórias curtas, "O estúdio de cinema está muito ciente do que estão fazendo, então eles prestaram muita atenção...Não é exatamente o universo Marvel com o qual cresci, [mas] também não é como o universo Ultimate. É uma coisa nova, com suas próprias regras e sua própria continuidade".
O final de "Proximity" retrata Romanoff, trabalhando secretamente no departamento jurídico das Indústrias Stark, se encontrando com Tony Stark em seu ginásio em casa. Esta é também a cena em Homem de Fero, onde a personagem é introduzida, a história, portanto, atuando como uma prequel / história paralela direta ao filme.

### Captain America: First Vengeance(2011)
Em 1944, quando ele ataca uma base de Hidra no Estreitos dinamarqueses ocupado pelos nazistas, Steve Rogers lembra partes de sua vida que o levaram a esse ponto: a bênção de sua mãe para se tornar um soldado; seu primeiro encontro com Bucky Barnes, que o protegeu dos valentões quando era menino; o dia depois de Pearl Harbor ter sido bombardeado, quando Bucky e Steve decidiram se alistar; Barnes treinando Rogers para que ele esteja pronto para se alistar; e o ponto em que Barnes é alistado, mas Rogers é informado que ele não é apto para o serviço. Johann Schmidt observa Rogers lutar e lembra como chegou a este ponto: conhecendo Adolf Hitler; capturando Arnim Zola para pesquisar a criação de super-soldados; e encontrando Abraham Erskine e chantageando ele para continuar sua pesquisa de super soldado sob o emprego dos nazistas. Howard Stark, via rádio, auxilia Rogers, lembrando quando foi recrutado pelo coronel Phillips para se juntar à Reserva Científica Estratégica, e quando ele ajudou Peggy Carter a resgatar Erskine de Schmidt. Dum Dum Dugan e o Comando Selvagem chegam para ajudar Rogers, e eles se lembram da formação deles—se juntaram em um campo de trabalho da Hidra, formando amizades íntimas após uma tentativa de fuga fracassada. Depois de derrotar os soldados da Hydra, Rogers destrói a arma principal de Schmidt na base, um artefato Asgardiano.
First Vengeance foi escrita por Fred Van Lente, com arte para a primeira metade da revista de Neil Edwards e por Lucas Ross para o resto. A primeira das oito edições digitais foi lançada em 6 de fevereiro de 2011, com as outras sete posteriormente divulgadas em 16 de fevereiro, 2 de março, 23 de março, 8 de junho, 6 de julho, 13 de julho e 20 de julho, respectivamente. A revista também foi publicada em quatro edições em 4 de maio, 18 de maio, 15 de junho e 29 de junho de 2011, respectivamente. Sobre o que a história em quadrinhos cobre, o co-produtor de Capitão América: O Primeiro Vingador, Stephen Broussard, explicou que havia "muitas histórias secundárias" que achavam fascinantes, mas não se encaixavam na história do filme, então a revista permite que elas sejam contadas. Essas histórias secundárias incluem uma história de fundo para o filme, algumas ações paralelas ao filme e algumas dicas sobre "coisas para vir" e são "todo tipo de confusão". Van Lente leu o roteiro do filme e teve seus próprios rótulos de quadrinhos ignorados por Quesada e Broussard, para manter a revista alinhada com o filme. Algumas das ideias iniciais de Van Lente tiveram que ser mudadas devido ao fato de não se adequarem ao mundo do UCM, um processo que Van Lente descreveu como "fazer quadrinhos em um orçamento".
Van Lente afirmou, "O que é bom com o UCM, como no universo dos quadrinhos, é a interconexão entre vários filmes, particularmente Homem de Ferro 2 e Thor. Você começará a ver aquelas que saem em First Vengeance". Sobre as diferenças entre o UCM e as versões originais dos personagens, Van Lente observou que quando Joe Simon e Jack Kirby originalmente criaram o Capitão América, eles "não tinham uma visão retrospectiva de 20/20 para verem como as coisas se encaixariam com os personagens da Marvel para seguirem. Com o UCM, podemos fazer essas conexões e aumentar todo o peso dos personagens".

### The Avengers Prelude: Fury's Big Week(2012)
Fury's Big Week foi escrita por Chris Yost e Eric Pearson e foi lançada digitalmente em oito edições, em 5 de fevereiro (entrando na campanha de marketing mais ampla de Os Vingadores, que lançou um novo trailer naquele dia), 14 de fevereiro, 21 de fevereiro, 28 de fevereiro, 5 de março, 12 de março, 19 de março e 26 de março de 2012, respectivamente. A revista foi publicada em cópia impressa como quatro edições em 7 de março, 21 de março, 4 de abril e 18 de abril de 2012, respectivamente. O quadrinho reconta os eventos de O Incrível Hulk, Homem de Ferro 2, Thor e Capitão América: O Primeiro Vingador do ponto de vista da S.H.I.E..D., com cenas extras adicionadas para juntar todos eles como uma única história.

### The Avengers: Black Widow Strikes(2012)
Natasha Romanoff é surpreendida na Rússia quando seu alvo é morto por uma "fã" dela chamada Sofia. Rompendo contato com seus superiores da S.H.I.E.L.D., Romanoff descobre que Sofia quer assumir o manto da "Viúva Negra". Ela também descobre que o empregador de Sofia trabalha para a organização terrorista Dez Anéis e que ele criou um míssil Jericho que explodiria perto da fronteira entre a Rússia e a Coréia do Norte. Romanoff acompanha Sofia para o local de lançamento e destrói o míssil. Sofia é morta no caos que se segue.
Escrita por Fred Van Lente, com arte de Neil Edwards, a revista (que está ambientada na Rússia, país nativo de Romanoff) apareceu pela primeira vez em cópias da revista Maxim Russia, antes de ser lançada como uma série de quadrinhos tradicional de três edições em 2 de maio, 16 de maio e 6 de junho de 2012, respectivamente. A decisão foi tomada para dar a Romanoff seu próprio quadrinho antes de Os Vingadores porque a Marvel sentiu que ela "continuava a ser a mais enigmática dos Vingadores", apesar dela ter aparecido em Homem de Ferro 2. Van Lente explicou a relação entre Black Widow Strikes e os filmes, dizendo: "Esta é a mesma escala que os filmes da Marvel. Estamos trabalhando de perto com a Marvel Studios para que ela se integre perfeitamente com o Universo Cinematográfico Marvel. Uma vez que isto está acabado, eles são bem-vindos para usar qualquer uma das minhas ideias aqui para um filme". Van Lente teve inspiração "do roteiro de Joss Whedon para Os Vingadores, que tive a sorte de ler. Ele faz um bom trabalho fazendo com que a inclusão dela na equipe seja perfeitamente credível".
Black Widow Strikes é situada entre Homem de Ferro 2 e Os Vingadores, e lida com "algumas pontas soltas de Homem de Ferro 2, ou seja, algumas tecnologias que Justin Hammer fez. A ideia da "Viúva Negra" sendo mais um manto do que o nome de código de uma única agente é explorada em Agent Carter, onde um programa de treinamento precoce da Viúva Negra é introduzido, e em Avengers: Age of Ultron, onde alguns dos treinamentos de Romanoff são mostrados através de flashbacks.

### Iron Man 3 Prelude(2013)
Tony Stark se torna ocupado quando ele começa a construção da Torre Stark em Nova York, então James Rhodes assume onde o Homem de Ferro deixou na luta contra a organização terrorista Dez Anéis. Depois de 10 meses de escaramuças em todo o mundo, Rhodey está emboscado em Hong Kong por agentes dos Dez Anéis com a Hammer Technology, incluindo um tanque de energia nuclear. Rhodey consegue retirar o tanque da cidade antes que os insurgentes detoneassem sua fonte de energia e retorna à América a tempo de ver as consequências da Batalha de Nova York. Mais tarde, Tony revela a Rhodey seus planos para uma Legião de Ferro e um funcionário dos Dez Anéis relata ao seu mestre, O Mandarim, informando-lhe que eles têm scans completas da Stark Technology no traje de Rhodey.
Iron Man 3 Prelude foi escrita por Christos Gage, com arte de Steve Kurth, com a primeira edição lançada em 2 de janeiro de 2013 e a segunda em 6 de fevereiro.

### Thor: The Dark World Prelude(2013)
No ano seguinte à destruição da Bifrost, os meios de transporte Asgardianos em todos os cosmos, tanto os nove reinos quanto os planetas nas proximidades caíram no caos, enquanto a astrofísica Jane Foster falhou em suas tentativas de reabrir um buraco de minhoca no Novo México, uma ação que exige que a Bifrost seja funcional. Quando o presumido morto Loki ataca a Terra e rouba o Tesseract, Odin usa o poder secreto e perigoso da Energia Sombria para enviar Thor para intervir. Após a Batalha de Nova York, Thor volta a Asgard com Loki e o Tesseract. Loki fica preso nas masmorras para cumprir uma sentença de prisão perpétua, enquanto Thor usa o poder do Tesseract para restaurar a Bifrost e permitir que Asgard traga a ordem aos nove reinos e além.
Thor: The Dark World Prelude foi escrita por Craig Kyle e Chris Yost, com a primeira edição lançada em 5 de junho de 2013, com arte de Scott Eaton, e a segundo em 10 de julho com arte de Ron Lim.

### Captain America: The Winter Soldier Infinite Comic(2014)
Após a Batalha de Nova York, Steve Rogers está trabalhando com Natasha Romanoff e Brock Rumlow para a S.H.I.E.L.D. Quando um grupo terrorista rouba o vírus Zodiac da S.H.I.E..D., o time os rastreiam até a Willis Tower, em Chicago, onde eles os levam e recuperam o vírus.
Peter David escreve Captain America: The Winter Soldier Infinite Comic, com arte de Rock-He Kim. A revista foi publicada em 28 de janeiro de 2014 e teve David criando temas-chave para Capitão América: The Winter Soldier: "Viúva Negra e Rumlow ... Eles estão bem com o que eles dizem. Cap, no entanto, é muito mais suspeito e quer uma ideia mais clara do que está acontecendo, e está irritado que a S.H.I.E.L.D. não é grande em ser próxima. "Sobre os relacionamentos do Cap com novos parceiros Viúva Negra e Brock Rumlow, "Eu acho que ele a vê como um aliado valioso, mas [ele] tende a desconfiar da roupa pela qual ela trabalha. Ele confia nela como alguém para ter em suas costas em uma briga, mas acho que ele também acredita que se a S.H.I.E.L.D. lhe disser para colocar uma faca em suas costas, ela faria isso sem hesitação, e isso pode ser problemático. Rumlow, entretanto, é um parceiro ansioso, mas o Cap não confia nele. Primeiro, há o aspecto da suspeição. E em segundo lugar, acho que o Cap ainda é tímido por causa da última vez que ele teve um parceiro. Bucky acabou morrendo—ou, pelo menos, ele acredita—e ele não quer que essa história se repita".
O vírus do Zodíaco caracterizado fortemente na revista foi apresentado pela primeira vez ao UCM no "Marvel One-Shot", Agent Carter, onde ele é recuperado pela personagem titular da SSR, o precursora da S.H.I.E.L.D.

### Guardians of the Galaxy Infinite Comic – Dangerous Prey
Com uma Joia do Infinito, a Aether, em sua posse, o Colecianador busca ativamente as outros cinco, e quando ele descobre que o Orb está em um planeta desolado, ele contrata a assassina Gamora para recuperá-lo.
Dan Abnett e Andy Lanning, que reviviram a série Guardiões da Galáxia em 2008, concordaram em escrever as revistas em quadrinhos prequels do filme Guardiões da Galáxia, como um favor ao diretor James Gunn. A Infinite Comic foi lançada em 1 de abril de 2014 e apresenta arte de Andrea De Vito.

### Guardians of the Galaxy Prelude(2014)
A edição 1 mostra Nebulasa, enquanto procurava o Orb, lembrando-se de crescer com Gamora e seu pai, Thanos, assim como suas experiências recentes com Ronan, O Acusador. A edição 2 segue Rocket e Groot como caçadores de recompensas.
Este prelúdio de Guardiões da Galáxia também foi escrito por Dan Abnett e Andy Lanning, com Lanning escrevendo as tramas com base em ideias brainstorming e Abnett escrevendo os roteiros finais. Com arte de Wellington Alves, as edições foram publicadas em 2 de abril e 28 de maio de 2014, respectivamente. As histórias foram projetadas a concretizar a história dos personagens do filme com base nos detalhes no roteiro de Gunn, enquanto Abnett também tentou colmatar o sentimento do filme com o dos quadrinhos originais. Falando em trabalhar com personagens familiares, mas agora as versões cinematográficas deles, Abnett disse: "[É] Divertido, mas um pouco estranho. Os personagens tinham que caber muito claramente com as versões do filme, então não havia a mesma oportunidade para invenção... Eu tive que me certificar de que o tom se ajustasse precisamente". Lanning disse, "Há uma distinção definida entre o Universo Marvel Comics e o Universo Cinematográfico Marvel...[mas] esses personagens não são tão distantes de seus equivalentes dos quadrinhos quanto a serem irreconhecíveis, eles são mais como uma versão alternativa, semelhante ao que o Unierso Ultimate fez".

### Avengers: Age of Ultron Prelude – This Scepter'd Isle(2015)
Após a Batalha de Nova York, um descontente cientista da S.H.I.E.L.D. estudando o cetro de Loki e sua conexão com o Tesseract é recrutado pela Hidra para roubar o cetro. Com ele na posse do alto-membro da Hidra, Barão Wolfgang von Strucker, a Hidra começa a experimentar o cetro, eventualmente usando ele para desbloquear habilidades especiais dentro de dois voluntários, os gêmeos Pietro e Wanda Maximoff.
Lançada em 4 de fevereiro de 2015, esta revista é escrita por Peregrino e ilustrada por Wellington Alves.

### Ant-Man Prelude(2015)
Durante a Guerra Fria, quando Howard Stark exige o Traje de Partículas Pym, criado para diminuir o seu utilizador, do cientista da S.H.I.E.L.D. Hank Pym para derrubar radicais na Alemanha ocupada pelos soviéticos que estão fazendo engenharia reversa de tecnologia da Hidra, Pym insiste em ele próprio realizar a  missão para manter sua invenção fora das mãos erradas. Atravessando o Muro de Berlim e infiltrando o inimigo, Pym descobre os planos para a tecnologia de supressão de memória da Hidra e faz o caminho para um laboratório secreto onde a máquina de engenharia reversa está sendo testada. Levando os radicais usando as propriedades de mudança de tamanho do traje, Pym destrói a tecnologia para que ninguém possa usá-la. Pym então decide continuar a fazer missões para a S.H.I.E.L.D.
Ant-Man Prelude foi escrita por Pilgrim e ilustrada por Miguel Sepulveda, com as duas edições lançadas em 4 de fevereiro e 4 de março de 2015, respectivamente. A revista foi concebida para mostrar Pym usando o traje e explicar o dilema que vem com a sua tecnologia, para conduzir ao filme. Embora um ano específico em que o quadrinho tenha lugar nunca seja especificado, Pilgrim explicou que está em meados da década de 1980, quando Mikhail Gorbachev serviu como líder soviético. Pilgrim descreveu o quadrinho como uma "história de ação de espionagem" com alguns "elementos de thriller". Pilgrim queria que o quadrinho apresentasse o Muro de Berlim de forma proeminente após uma experiência de infância com uma peça de recreação recriando parte dele.
O interesse e experimentação da Hidra com a tecnologia de supressão de memória foi anteriormente explorada no filme Captain America: The Winter Soldier e as séries de televisão Agents of S.H.I.E.L.D. e Agente Carter.

### Ant-Man – Scott Lang: Small Time(2015)
Depois de descobrir que seu empregador está cobrando ilegalmente seus clientes e que não expõe o crime graças à influência de seu chefe na mídia, Scott Lang decide roubar o dinheiro da empresa e devolvê-lo aos clientes. Durante o assalto, Lang se deixa levar e tenta roubar a propriedade pessoal de seu chefe, incluindo seu carro. Depois de acidentalmente bater o carro, Lang é pego e eventualmente aprisionado.
Uma infinite comic escrita por Peregrino, com arte de Wellington Alves e Daniel Govar, Scott Lang: Small Time foi lançada em 3 de março de 2015.

### Jessica Jones(2015)
Depois de ter sido espancado pelo demônio de Hell's Kitchen, Turk Barrett é visitado no hospital pela investigadora privada Jessica Jones, que foi contratada por uma mulher com quem Barrett teve um bebê para obter dinheiro dele para sustentar a criança.
Antes do lançamento da série de televisão Jessica Jones, um one-shot de Jessica Jones foi lançado digitalmente em 7 de outubro de 2015, escrito por Brian Michael Bendis com arte de Michael Gaydos, criadores originais da personagem. David Mack também retorna da série de quadrinhos original Alias como o artista da capa. As versões impressas da revista foram entregues exclusivamente no New York Comic Con 2015. Bendis explicou que o one-shot "está no universo televisivo da Marvel e comemora a nova série".
A história explora "a conexão que irá construir entre as séries", tendo o Demolidor aparecendo em uma história de Jessica Jones.

### Captain America: Civil War Prelude Infinite Comic(2016)
Após a derrota da Hidra no  Triskelion, Bucky Barnes / Soldado Invernal caça e mata os manipuladores da Hidra restantes antes de fugir. Meses depois, Brock Rumlow acorda de um coma e descobre a derrota da Hidra e a morte de seu líder, Alexander Pierce, decidindo sair sozinho. Após a batalha de Sokovia, o Capitão América está equilibrando sua busca pessoal por Barnes com sua função como líder dos novos Vingadores. A primeira leva ele e o time para a Nigéria, onde em vez de Barnes encontram Rumlow, passando agora por "Ossos Cruzados".
Escrita por Pilgrim, esta Infinite Comic foi lançada em 10 de fevereiro de 2016. A história é contada da perspectiva de três personagens diferentes, Bucky Barnes / Soldado Invernal, Brock Rumlow / Ossos Cruzados e Steve Rogers / Capitão América, com arte para cada perspectiva fornecida por Lee Ferguson, Goran Sudžuka e Guillermo Mogorron, respectivamente.

### Doctor Strange Prelude(2016)
Os Mestres das Artes Místicas–Kaecilius, Wong, Tina Minoru e Daniel Drumm–perseguem uma mulher enquanto ela ataca com magia ao redor de Londres com um cetro escuro roubado, um poderoso artefato. O arrogante Kaecilius tenta vencer a mulher por conta própria, mas ele precisa do poder combinado dos mestres para superar a magia do cetro. Depois de recuperá-lo, os mestres armazenam a relíquia no Sanctum Sanctorum deles com outras como ela. Outro Mestre, Mordo, e sua professora, a Anciã, enfrentam um grupo chinês que descobriu a poderosa Flecha de Appollon e planejam usá-la para ganhar poder sobre civis inocentes. Eles também recuperam com sucesso o artefato, e ele também é colocado no Sanctum.
Escrita por Pilgrim, com arte de Jorge Fornés, as duas edições de Doctor Strange Prelude foram lançadas em 6 de julho e 24 de agosto de 2016, respectivamente.

### Doctor Strange Prelude Infinite Comic – The Zealot
Esta Infinite Comic, uma prequel centrada em Kaecilius, foi lançada em 7 de setembro de 2016.

### Black Panther Prelude
Esta revista conta a história de como T'Challa se tornou o Pantera Negra, protetor do país isolacionista de Wakanda, uma história ainda não contada no UCM.
O quadrinho está definido 10 anos antes do filme Pantera Negra, em torno do final do primeiro filme do Homem de Ferro, e revela que T'Challa atua como o Pantera Negra desde então, o tornando esse herói há quase uma década antes de sua introdução no cinema em Capitão América: Guerra Civil.

## Personagens recorrentes
Esta tabela inclui personagens que apareceram em várias revistas em quadrinhos do UCM, sendo o/um principal em pelo menos uma.
| Personagem                      | Primeira aparição                     | Notes |
| ------------------------------- | ------------------------------------- | --- |
| Phil Coulson                    | Iron Man: I Am Iron Man!              | Coulson foi introduzido ao UCM em Homem de Ferro, e é interpretado em live-action por Clark Gregg.                                                                                               |
| Nick Fury                       | Iron Man: I Am Iron Man!              | Fury foi introduzido ao UCM em Homem de Ferro, e é interpretado em live-action por Samuel L. Jackson.                                                                                            |
| James Rhodes Máquina de Combate | Iron Man: I Am Iron Man!              | Rhodes foi introduzido ao UCM em Homem de Ferro, onde ele foi interpretado por Terrence Howard antes de ser re-escalado, com Don Cheadle interpretando o personagem nos filmes seguintes do UCM. |
| Steve Rogers Capitão América    | Captain America: First Vengeance      | Rogers foi introduzido ao UCM em Capitão América: O Primeiro Vingador, e é interpretado em live-action por Chris Evans.                                                                          |
| Natasha Romanoff Viúva Negra    | Iron Man 2: Agents of S.H.I.E.L.D.    | Romanoff foi introduzido ao UCM em Homem de Ferro 2, e é interpretada em live-action por Scarlett Johansson.                                                                                     |
| Tony Stark Homem de Ferro       | Iron Man: I Am Iron Man!              | Stark foi introduzido ao UCM em Homem de Ferro, e é interpretado em live-action por Robert Downey, Jr.                                                                                           |
| Thor                            | The Avengers Prelude: Fury's Big Week | Thor foi introduzido ao UCM em Thor, e é interpretado em live-action por Chris Hemsworth. |

## Recepção
Jesse Schedeen da IGN deu à Public Identity uma nota de 7.2 de 10, chamando-a de "muito mais bem sucedida do que [os quadrinhos tie-in anteriores]", mas criticando o trabalho de arte inconsistente e as conexões com o universo mais amplo que ele considerou irrelevante para a trama do quadrinho. Chad Nevett do Comic Book Resources deu uma revisão menos positiva, atribuindo 2 de 5 estrelas ao quadrinho e afirmando que "o enredo tem potencial e as expressões dos personagens são perfeitas com as versões do filme", no entanto, "a falta de semelhanças com os atores é um pouco desagradável, a arte também sofre de inconsistência... É um quadrinho sólido que é sobrecarregado por pequenos problemas".
Nevett, novamente para o Comic Book Resources, deu a Agents of S.H.I.E.L.D. uma revisão muito mais positiva, dando-lhe 4 de 5 estrelas, e particularmente elogiando o trabalho de arte, ao mesmo tempo que aprecia a expressão consistente ao longo das três histórias do escritor Casey.
Na IGN, Schedeen deu a First Vengeance uma nota de 7 de 10, chamando as edições de "métodos agradáveis de passar o tempo até [o lançamento de Capitão América: O Primeiro Vingador]". David Hawkins, escrevendo para a What Culture, deu a série 3 estrelas de 5, chamando-a de "um passatempo de marketing que tem momentos de enorme mérito", e destacou o trabalho de arte de Luke Ross para a terceira edição como particularmente dignas de louvor.
Fury's Big Week recebeu eogios de CJ Wheeler do Den of Geek, que considerou que o tom da série foi "um ajuste perfeito para o Universo Cinematográfico Marvel até agora e você ficará animado para o que está por vir".
Matthew Peterson do Major Spoilers deu a Black Widow Strikes uma pontuação de 2,5 estrelas de 5, e o veredito "Um conto mediano sem grandes erros" – ele considerou que "o roteirista Van Lente fez tudo o que pôde para que isso se sentir cinematográfico, conduzido diretamente no universo de filmes da Marvel", mas ficou um pouco desapontado com o resultado final, e criticou os estilos de arte deslocados, antes de sumarizar que "de muitas maneiras, é o exemplo final de um filme de encadernação, projetado para agradar os fãs da Viúva tanto gráfica quanto live-action sem irritação ou perguntas indesejadas".
James Hunt do Comic Book Resources achou Iron Man 3 Prelude "maçante e decepcionante", chamando a construção de apostas em torno de personagens intocáveis, como Máquina de Combate, um erro e criticando o trabalho de arte "apressado". Noel Thorne, escrevendo para o What Culture, também achou o prelúdio desapontante, chamando-o de "ganhar dinheiro em dinheiro" e "nem mesmo remotamente divertido" e lamentou a falta de conexões reais com Homem de Ferro 3.
Para o IGN, Schedeen deu à edição #1 de Thor: The Dark World Prelude uma pontuação de 6 de 10, afirmando que "não oferece uma história coesa ou material convincente o suficiente para justificar uma compra", e para a edição #2 uma pontuação de 5 de 10, chamando-a de "uma apresentação maçante e inútil para o próximo filme do Thor". Ele criticou o foco da série por servir como uma explicação para "perguntas nitpicky" ao invés de ser uma condução real na história do filme, e ele achou o trabalho de arte "estranho", "plano e sem brilho". "Jay" do Comic Frontline teve sentimentos semelhantes, avaliando a revista com 3 estrelas de 5, afirmando que, embora ele gostou das edições e "considerou que elas foram sólidas", ele sentiu que eram mais como "cenas excluídas dos Vingadores do que uma prequel do Thor", e elas "poderiam ter sido reduzidas em uma única edição", ao invés de ser "esticada para caber dois edições apenas para drenar os bolsos dos fãs". Ele foi mais positivo sobre o trabalho de arte, embora, chamando o trabalho de Scot Eaton e Ron Lim de "lindos" e elogiando o trabalho dos arte finalistas Andrew Hennessy e Rick Magyar por fazer as diferentes obras parecerem consistentes em todos as edições.
Ian Gowan do ComicSpectrum deu à Captain America: The Winter Soldier Infinite Comic uma nota de 3.5 de 5, chamando-a de "divertida, mas também [um] pouco de luz sobre a história" e afirmando que aumentou sua expectativa para o filme. Ele achou o trabalho de arte "aproveitável", mas afirmou que a "arte de lápis colorido não funciona... também em quadrinhos digitais, como acontece em um quadrinho impresso".
Doug Zawisza do Comic Book Resources avaliou Guardians of the Galaxy Infinite Comic com 3.5 estrelas de 5, afirmando que "Embora não prejudique abertamente nada do próximo filme, ele exibe os cartões que estão sendo mantidos na mão do filme um pouco." Ele achou o trabalho de arte "sem inspiração" e sentiu que o formato Infinite Comic não foi usado para todo seu potencial. Um colunista do Cosmic Book News deu uma revisão quase inteiramente positiva do quadrinho, criticando apenas o seu curto comprimento e destacando o retorno dos escritores Dan Abnett e Andy Lanning aos personagens dos Guardiões da Galáxia como um aspecto especialmente louvável das edições.
Zawisza, novamente para o Comic Book Resources, teve sentimentos semelhantes sobre Guardians of the Galaxy Prelude, dando-lhe 3.5 estrelas de 5 também, acreditando que teve "o mesmo espírito que o volume de "Guardiões da Galáxia" que inspirou o elenco de personagens do filme", e levando-o a supor que ele queria mais, enquanto Abnett e Lanning retornassem como escritores. Ele também elogiou muito o trabalho de arte, chamando-a de "muito bem desenhada, mostrando a habilidade de Wellinton Alves para criar mundos e criar personagens distinguíveis".
Schedeen avaliou Ant-Man Prelude #1 com 6.8 de 10, indicando um quadrinho "ok", afirmando que "uma vez que você ignora a conexão do filme e apenas trata isso como um quadrinho do Homem-Formiga, não tem um ótimo negócio para oferecer", observando que o trabalho de arte de Sepulveda é inconsistente e criticando a falta de semelhança entre os personagens e suas contrapartes em live-action. Zawisza avaliou a edição com 3 estrelas de 5, dizendo que Pilgrim "mantém todos seguros", o trabalho de arte de Sepulveda é "útil", e que "este não é um quadrinho inovador, mas não precisa ser. É estilo um material de bônus de DVD para os fãs mais dedicados do Universo Cinematográfico Marvel". Para a segunda edição, Schedeen reiterou suas impressões anteriores. Chamando-a de "insatisfatória", ele avaliou a edição com 5.8 de 10.

## Títulos inspirados no Universo Cinematográfico Marvel
Estas quadrinhos são simplesmente inspirados pelos filmes e não são considerados parte da continuidade do UCM.
| Título | Edições | Data(s) de publicação  | Data(s) de publicação  | Escritore(s)        | Artista(s)                                        |
| Título | Edições | Primeiro publicação    | Última publicação      | Escritore(s)        | Artista(s)                                        |
| --- | ------- | ---------------------- | ---------------------- | ------------------- | ------------------------------------------------- |
| Iron Man: Fast Friends | 2       | 17 de setembro de 2008 | 30 de setembro de 2008 | Paul Tobin          | Ronan Cliquet                                     |
| Fast Friends explora a amizade entre Tony Stark e James Rhodes. |         |                        |                        |                     |                                                   |
| The Incredible Hulk: The Fury Files | 2       | 9 de outubro de 2008   | 15 de outubro de 2008  | Frank Tieri         | Salvadore Espin                                   |
| Servindo como uma prequel de O Incrível Hulk, Tieri acreditava, no momento do lançamento, que a revista estava ligada ao UCM, mas já foi ignorada à medida que a continuidade do UCM se expandiu. |         |                        |                        |                     |                                                   |
| Nick Fury: Spies Like Us | 1       | 4 de dezembro de 2008  | 4 de dezembro de 2008  | Joe Caramagna       | Hugo Petrus                                       |
| Uma história de espionagem com Nick Fury, foi lançada no livro de compilação Iron Man/Hulk/Fury, que também incluiu Iron Man: Fast Friends e The Incredible Hulk: The Fury Files. |         |                        |                        |                     |                                                   |
| Iron Man 2: Fist of Iron | 1       | 30 de novembro de 2010 | 30 de novembro de 2010 | Paul Tobin          | Patrick Olliffe, Scott Koblish and Khoi Pham      |
| Um quadrinho promocional da Audi que foi lançado gratuitamente no aplicativo Marvel Comics, que apresenta Tony Stark impedindo os ladrões no caminho para uma reunião de negócios. |         |                        |                        |                     |                                                   |
| Captain America & Thor: Avengers | 1       | 6 de julho de 2011     | 6 de julho de 2011     | Fred Van Lente      | Ron Lim                                           |
| Uma coleção de duas histórias que se inspiram nos filmes Capitão América: O Primeiro Vingador e Thor: "U-Base", que mostra Capitão América e seu Comando Selvagem atacando uma base da Hydra durante a Segunda Guerra Mundial; e "Citadel of Spires", com Thor, Sif e Loki em uma missão para salvar Fandral. |         |                        |                        |                     |                                                   |
| The Avengers Initiative | 1       | 2 de maio de 2012      | 2 de maio de 2012      | Fred Van Lente      | Ron Lim                                           |
| Uma prequel de Os Vingadores, com um acesso individual de arquivos da S.H.I.E.L.D. e as avaliações de Nick Fury sobre os Vingadores. |         |                        |                        |                     |                                                   |
| Iron Man: The Coming of the Melter | 1       | 1 de maio de 2013      | 1 de maio de 2013      | Christos Gage       | Ron Lim                                           |
| Homem de Ferro e Máquina de Combate se unem para vencer o Melter, um vilão que desenvolveu um traje de força similar. |         |                        |                        |                     |                                                   |
| Captain America: Homecoming | 1       | 26 de março de 2014    | 26 de março de 2014    | Fred Van Lente      | Tom Grummett                                      |
| Inspirada pelos filmes do UCM, Os Vingadores e Captain America: The Winter Soldier, segue Steve Rogers/Capitão América e Natasha Romanoff/Viúva negra enquanto lutam contra terroristas em Nova York. |         |                        |                        |                     |                                                   |
| Guardians of the Galaxy: Galaxy's Most Wanted | 1       | 2 de julho de 2014     | 2 de julho de 2014     | Will Corona Pilgrim | Andrea Di Vito                                    |
| Uma aventura com Rocket Raccoon e Groot, inspirada no filme Guardiões da Galáxia. |         |                        |                        |                     |                                                   |
| Agents of S.H.I.E.L.D.: The Chase | 1       | 25 de julho de 2014    | 25 de julho de 2014    | George Kitson       | Mirko Colak, Neil Edwards, and Mirco Pierfederici |
| A Marvel Custom Solutions e a Lexus lançaram um edição única limitada de quadrinho tie-in para Agents of S.H.I.E.L.D. durante a San Diego Comic-Con 2014, inspirada pelo episódio "Seeds". |         |                        |                        |                     |                                                   |
| Avengers: Operation Hydra | 1       | 22 de abril de 2015    | 22 de abril de 2015    | Will Corona Pilgrim | Andrea Di Vito                                    |
| Inspirada por Os Vingadores e Captain America: The Winter Soldier, Operation Hydra retrata os Vingadores se reúnindo para lutarem contra a Hydra e explora o relacionamento do Gavião Arqueiro com a equipe.                                                                                                  |         |                        |                        |                     |                                                   |
| Ant-Man: Larger Than Life | 1       | 24 de junho de 2015    | 24 de junho de 2015    | Will Corona Pilgrim | Andrea Di Vito                                    |
| Uma prequel do filme Homem-Formiga, segue os experimentos de um jovem Hank Pym controlando formigas. |         |                        |                        |                     |                                                   |
| Captain America: Road to War | 1       | 20 de abril de 2016    | 20 de abril de 2016    | Will Corona Pilgrim | Andrea Di Vito                                    |
| Uma prequel do filme Capitão América: Guerra Civil, ela mostra o Capitão América e a Viúva Negra treinando os novos Vingadores para lutarem contra o robô Ultimo. |         |                        |                        |                     |                                                   |
| Doctor Strange: Mystic Apprentice | 1       | 26 de outubro de 2016  | 26 de outubro de 2016  | Will Corona Pilgrim | Andrea Di Vito                                    |
| Uma história paralela ao filme Doutor Estranho, ela mostra Doutor Estranho em Kamar-Taj tentando tocar sua forma astral. |         |                        |                        |                     |                                                   |

## Edições coletadas
| Título                                      | Material coletado | Data de publicação     | ISBN            |
| ------------------------------------------- | --- | ---------------------- | --------------- |
| Iron Man: I Am Iron Man!                    | Iron Man: I Am Iron Man! #1–2, Iron Man: Security Measures #1, Iron Man #200 | 14 de abril de 2010    | ISBN 0785145583 |
| Iron Man 2: Public Identity                 | Iron Man 2: Public Identity #1–3, Iron Man 2: Fist of Iron #1, Iron Man 2: Agents of S.H.I.E.L.D. #1 | 13 de outubro de 2010  | ISBN 0785148582 |
| Captain America: First Vengeance            | Captain America: First Vengeance #1–4 | 20 de julho de 2011    | ISBN 0785157255 |
| Road to Marvel's The Avengers               | Iron Man: I Am Iron Man! #1–2, Iron Man 2: Agents of S.H.I.E.L.D. #1, Iron Man 2: Public Identity #1–3, Captain America: First Vengeance #1–4                                                                                       | 28 de março de 2012    | ISBN 0785162372 |
| The Avengers Prelude: Fury's Big Week       | The Avengers Prelude: Fury's Big Week #1–4 | 16 de maio de 2012     | ISBN 0785163417 |
| The Avengers Prelude: Black Widow Strikes   | The Avengers Prelude: Black Widow Strikes #1–3, Tales of Suspense #52 | 19 de setembro de 2012 | ISBN 0785165681 |
| The Avengers Initiative                     | Captain America & Thor: Avengers #1, The Avengers Initiative #1 | 10 de outubro de 2012  | ISBN 0785166149 |
| Iron Man 3 Prelude                          | Iron Man 2 #1–2, Iron Man 3 Prelude #1–2, Iron Man (2005) #1 | 9 de abril de 2013     | ISBN 0785165517 |
| Thor: The Dark World Prelude                | Thor #1–2, Thor: The Dark World Prelude #1–2, Thor: God of Thunder #13 | 22 de outubro de 2013  | ISBN 0785153780 |
| Captain America: The Winter Soldier Prelude | Captain America: The First Avenger #1–2, Captain America: The Winter Soldier Infinite Comic #1, Captain America (1968) #117, Captain America (2005) #6, The Ultimates #2, Material from Tales of Suspense #57                       | 1 de abril de 2014     | ISBN 0785188770 |
| Guardians of the Galaxy Prelude             | Guardians of the Galaxy Prelude #1–2, Guardians of the Galaxy Prelude Infinite Comic #1, Iron Man (1968) #55, Strange Tales (1951) #181, Incredible Hulk (1968) #271, Material from Tales to Astonish (1959) #13, Marvel Preview #4 | 7 de abril de 2014     | ISBN 0785154108 |
| The Avengers: Age of Ultron Prelude         | Marvel's The Avengers #1–2, Avengers: Cinematic Infinite Comic #1, Avengers (1963) #57–58, Avengers (1998) #22, Avengers 12.1 | 7 de abril de 2015     | ISBN 0785193553 |
| Ant-Man Prelude                             | Marvel's Ant-Man Prelude #1-2, Marvel's Ant-Man – Scott Lang: Small Time MCU Infinite Comic #1, Marvel Premiere #47-48, Ant-Man (2015) #1, Age of Ultron 10AI                                                                       | 23 de junho de 2015    | ISBN 0785197982 |
| Captain America: Civil War Prelude          | Marvel's Captain America: Civil War Prelude #1-4, Civil War: Cinematic Infinite Comic #1, Civil War #1 | 19 de abril de 2016    | ISBN 0785194401 |
| Doctor Strange Prelude                      | Marvel's Doctor Strange Prelude #1-2, Marvels Doctor Strange Prelude Infinite Comic #1, Doctor Strange: The Oath #1, Doctor Strange (2015) #1, Strange Tales #110, 115, Marvel Premiere #14                                         | 11 de outubro de 2016  | ISBN 1302901095 |
| Guardians of the Galaxy Vol. 2 Prelude      | Marvel's Guardians of the Galaxy Vol. 2 Prelude #1-2, Giant-Size Avengers #4, Guardians of the Galaxy (1990) #1, Guardians Team-Up #1-2                                                                                             | 18 de abril de 2017    | ISBN 130290468X |
| Spider-Man: Homecoming Prelude              | Spider-Man: Homecoming Prelude #1-2, Invincible Iron Man (2008) #7, Amazing Spider-Man (1963) #2 | 20 de junho de 2017    | ISBN 1302905163 |
| Thor: Ragnarok Prelude                      | Marvel's Thor: Ragnarok Prelude #1-4, Thor (1966) #361, Incredible Hulk (2000) #95 | 17 de outubro de 2017  | ISBN 0785194606 |
| Black Panther Prelude                       | Marvel's Black Panther Prelude #1-2, por determinar | 10 de janeiro de 2018  | ISBN 1302909428 |
| Avengers: Infinity War Prelude              | Marvel's Avengers: Infinity War Prelude #1-2, por determinar | 4 de abril de 2018     | ISBN 1302909436 |
| Ant-Man and the Wasp Prelude                | Ant-Man and the Wasp Prelude #1-2, por determinar | 5 de junho de 2018     | ISBN 1302909444 |